# Panindoan
Panindoan is een bestuurslaag in het regentschap Tapanuli Selatan van de provincie Noord-Sumatra, Indonesië. Panindoan telt 368 inwoners (volkstelling 2010).